# 上田忠好
上田 忠好（うえだ ちゅうこう、1933年〈昭和8年〉11月27日 - 2011年〈平成23年〉2月27日）は、日本の俳優。本名及び別名義は上田 忠好（うえだ ただよし）。
東京都出身。本郷高等学校卒業。エム・スリーに所属していた。

## 来歴・人物
高校卒業後、劇団俳優座養成所に第7期生として入る。同期には田中邦衛、露口茂、山本學、藤巻潤、大木正司、井川比佐志、藤岡重慶らがいた。卒業後は劇団新人会に入団。1959年、俳優小劇場の創立に参加。1972年に劇団自由人に入団し、翌年に退団。田村企画を経て、1974年から1980年まで芸能座に所属。

舞台活動と並行して映画やテレビドラマにも出演し、個性的な脇役としてジャンルを問わず様々な作品で活躍。その特異な風貌と多彩な演技力を活かし、コメディリリーフから不気味な悪役まで、数々の作品に出演した。
2011年2月27日死去。77歳没。

## 出演

### 映画
- 純愛物語（1957年、東映）
- 地獄の饗宴（1961年、東宝）
- 南の島に雪が降る（1961年、東宝）
- 霧の夜の男（1962年、日活）
- 東京ギャング対香港ギャング（1964年、東映）
- 怪談片目の狼（1965年、東映）
- 酔いどれ博士（1966年、大映）
- 日本のいちばん長い日（1967年、東宝）
- ザ・タイガース 華やかなる招待（1968年、東宝）
- 弾痕（1969年、東宝）
- 紙芝居昭和史 黄金バットがやって来る（1972年、東宝）
- 実録安藤組 襲撃篇（1973年、東映）
- ネオンくらげ 新宿花電車（1973年、東映）
- 金環蝕（1975年、東宝）
- 天保水滸伝 大原幽学（1976年、富士映画）
- 巣立ちのとき 教育は死なず（1981年、共同映画）
- 蜜月（1984年、ATG）

など

### テレビドラマ
- 松本清張シリーズ・黒い断層 「偶数」（1961年、TBS）
- 青年同心隊 第2話「同心隊とび出す」（1964年、TBS）- 初五郎
- 乗っていたのは二十七人 第19話「殺意」（1965年、NET）
- 新忍者部隊月光 第125話、第126話「ミルク博士作戦  -前篇、後篇-」（1966年、CX） - 七山博士
- ウルトラシリーズ（TBS）
  - ウルトラQ 第23話「南海の怒り」（1966年） - 南（通訳）
  - ウルトラセブン 第41話「水中からの挑戦」（1968年） - 川中
  - ウルトラマンレオ 第28話「日本名作民話シリーズ! 帰ってきたひげ船長! - 浦島太郎より」（1974年） - 漁師
- 悪魔くん（NET）
  - 第2話「化烏」（1966年） - 野呂（旅客機の乗客）
  - 第24話「カマキリ仙人」（1967年） - カマキリ仙人
- 水曜劇場（TBS）
  - レモンのような女（1967年）
  - 時間ですよ（1970年 - 1972年）
  - みかんきんかん夏みかん（1971年） - 角田
- 三匹の侍（CX）
  - 第5シリーズ 第5話「獣」（1967年） - 片目の辰
  - 第6シリーズ 第14話「俺は抜かない」（1969年） - 講釈師
- 秘密指令883  （1967年 - 1968年、CX / 大映テレビ室）第7話「地獄へ突走れ」
- 万事お金!（1968年、TBS）
- 七人の刑事 第2シリーズ 第334話、第335話「襲撃（前編、後編）」（1968年、TBS） - 林
- 大河ドラマ（NHK）
  - 竜馬がゆく（1968年） - 井上佐太郎
  - 国盗り物語（1973年） - 戸田久左衛門
  - 風と雲と虹と（1976年） - 小一条院家人
  - 花神（1977年） - 丸亀の伝蔵
  - 草燃える（1979年） - 藤原長成
  - 獅子の時代（1980年） - 弥左衛門
  - 峠の群像（1982年）
  - 山河燃ゆ（1984年） - 大貫
- キイハンター（TBS）
  - 第6話「影のメロディー」（1968年）
  - 第91話「サギと殺しの集団旅行」（1969年）
  - 第93話「女王陛下オー! 発狂一分前」 (1970年)
  - 第112話「サイコロGメン危機一髪」（1970年） - 地獄耳（情報屋）
  - 第119話「殺人免許貸します」（1970年） - 加山三郎（特別保険調査員）
  - 第129話「海賊ども 上陸三秒前」（1970年）
  - 第136話「殺人超特急西へ」（1970年）
  - 第137話「葬式にせ札強盗団」（1970年）
  - 第155話「殺しの標的は鏡の中の俺」（1971年）
  - 第179話「さすらいの一匹狼 荒野の挑戦」（1971年）
  - 第184話「決斗! 大雪渓のダイヤモンド作戦」（1971年）
  - 第209話「がい骨は赤と緑のパンツが大好き!」（1972年） - 弁護士
  - 第230話「殺し屋グラマー大行進!」（1972年） - 宝石店翠鳳・支配人
  - 第234話「頑張れ! 小さなカウボーイ 死の谷の決斗」（1972年）
  - 第250話「サイコロGメン生首千両箱」（1973年） - 徳助
- マイティジャック 第7話「月を見るな!」（1968年、CX） - 宮井博士
- バンパイヤ 第16話「人間狩り」（1968年、CX） - 頼根
- 東京バイパス指令（1969年、NTV）
  - 第31話「血の告発」
  - 第58話「贋札稼業」
- 無用ノ介 第5話「夕日と弓と無用ノ介」（1969年、NTV） - 佐々木熊正
- 大岡越前（TBS）
  - 第1部（1970年）
  - 第2部 第5話「生きていた男」（1971年6月14日） - 番頭
  - 第4部 第21話「情は人のためならず」（1975年2月24日） - 唐次
  - 第5部 第1話（1978年2月6日） - 長五郎
  - 第7部 第25話「命を賭けた御用旅」（1983年10月10日） - 亀造
  - 第8部 第11話「十手に隠れた悪企み」（1984年10月1日） - 音吉
  - 第9部 第16話「兄を殺した非道医者」（1986年2月10日） - 三造
  - 第12部 第22話「命がけの婿入り志願」（1992年3月16日） - 唐駒の銀造
  - 第13部 第19話「両刃が抉る復讐の謎」（1993年3月22日） - 厦門の権兵衛
- 鬼平犯科帳（NET / 東宝）
  - 第1シリーズ 第28話「縄張り」（1970年） - 鹿渡の島之助
  - 第1シリーズ 第65話「おしろい猫」（1970年） - 染めもの屋の主人
  - 第2シリーズ 第13話「雨乞い庄右衛門」（1971年） - 大藪の文五郎
- 太陽にほえろ! （NTV）
  - 第6話「手錠と味噌汁」（1972年） - 情報屋
  - 第52話「13日金曜日マカロニ死す」（1973年） - 徳岡（情報屋）
  - 第58話「夜明けの青春」（1973年） - 徳岡（情報屋）
  - 第103話「狼を見た少年」（1974年） - 小松健治
  - 第141話「無実の叫び」、第142話「真実はどこに?」（1975年） - 横村
  - 第275話「迷路」（1977年） - 戸浦
  - 第633話「ホスピタル」（1985年） - 立川
- 水戸黄門（TBS / C.A.L）
  - 第4部 第1話「旅立ちの歌 -水戸・江戸-」（1973年1月22日） - 百姓
  - 第15部 第25話「友を救った男の真実 -小浜-」（1985年7月15日） - 唐次
  - 第16部 第16話「おとぼけ駕篭屋幽霊騒動 -鳥取-」（1986年8月11日） - 勘介
  - 第18部 第22話「祇園太鼓で悪退治 -小倉-」（1989年2月13日） - 仁造
  - 第19部 第8話「過去を背負った男 -新庄-」（1989年11月13日） - 権蔵
  - 第20部
    - 第3話「情けが仇のとろろ汁 -駿府-」（1990年11月5日） - 代蔵
    - 第18話「密命帯びた用心棒 -嬉野-」（1991年3月31日） - 富岡の重蔵

  - 第21部（1992年）
    - 第2話「陰謀暴いた風車 -高山-」 - 荒尾の熊五郎
    - 第17話「御老公の盗っ人仁義 -丸亀-」 - 荒神の五郎松

  - 第22部（1993年）
    - 第2話「旅のはじめの鬼退治 -佐倉-」 - 八兆の島造
    - 第22話「出雲の蕎麦は恋の味 -出雲-」 - 赤熊の五郎蔵

  - 第23部
    - 第8話「狙われた娘馬子 -善光寺-」（1994年9月19日） - 黒姫の千蔵
    - 第29話「葵の印籠が盗まれた!? -宇和島-」（1995年2月27日） - 雷神の万蔵

  - 水戸黄門外伝 かげろう忍法帖 第7話「地獄に夢の花が咲く -諏訪-」（1995年） - 青戸屋
  - 第24部（1996年）
    - 第20話「駕籠屋と消えた黄門様 -出雲-」 - 千日屋権蔵
    - 第28話「悪を砕いた世直し剣 -長岡-」 - 権蔵
    - 第35話「悪を懲らした三春駒 -三春-」 - 荒熊の義三郎

  - 第25部 第33話「姑ふたりの嫁いびり -角館-」（1997年8月11日） - 医師・内藤玄斉
- ファイヤーマン 第1話「ファイヤーマン誕生」、第2話「武器は科学だS・A・F」（1973年、NTV） - 老人
- 金曜時代劇→水曜時代劇→金曜時代劇（NHK）
  - 赤ひげ 第15話「醜聞」（1973年）
  - 立花登・青春手控え 第9話「男の約束」（1982年）
  - 御宿かわせみ 第2シリーズ 第13話「源三郎の恋」（1983年） - 幸庵
  - 清左衛門残日録 第7話「花のなごり」（1993年）
- 恐怖劇場アンバランス 第12話「墓場から呪いの手」（1973年、CX） - 山崎（警察官）
- ロボット刑事 第5話「二重犯人の謎」、第6話「恐怖の死刑マシン!!」（1973年、CX） - 鴨野牛松
- 仮面ライダーシリーズ（MBS）
  - 仮面ライダーV3 第24話「怪奇! ゴキブリ屋敷!!」（1973年） - 大里博士
  - 仮面ライダーX 第19話「ゆうれい館で死人がよぶ!!」（1974年） - 館の主（オカルトス）
  - 仮面ライダーBLACK 第6話「秘密透視のなぞ」（1987年） - 藤村
- 荒野の素浪人 第2シリーズ（1974年、NET）
  - 第7話「怒号の刃」
  - 第34話「傷だらけの勇者」 - 坊主
- 非情のライセンス 第1シリーズ 第32話「兇悪の指」（1973年、NET） - 守口
- 科学捜査官 第8話「一千万人の中の一人」（1973年、KTV） - 佐山
- 銭形平次（CX）
  - 第418話「扇屋おわか」（1974年） - 喜助
  - 第555話「凧、凧あがれ」（1977年） - 弥助
  - 第759話「浮世がからんだ一番富」（1981年） - 吾平
- 右門捕物帖 第12話「復讐」（1974年、NET）
- 暗闇仕留人（1974年、ABC）
  - 第2話「試して候」 - 岩井十蔵
  - 第26話「拐かされて候」 - 筧弾正
- 座頭市物語 第1話「のるかそるかの正念場」（1974年、CX） - 勘助
- 斬り抜ける 第9話「男は耐えていた」（1974年、ABC） - 玄庵
- 影同心（1975年、MBS）
  - 影同心 第15話「三三九度の殺し節」 - 米次郎
  - 影同心II 第1話「影の裁きは菊一輪」 - 佐兵衛
- 破れ傘刀舟悪人狩り（1976年、NET / 中村プロ）
  - 第69話「地獄の女郎花」 - 伊勢屋儀平
  - 第83話「黒の追跡」 - 近江屋加助
- いろはの"い" 第21話「流れ星」（1976年、NTV） - 堀池
- 金曜劇場 / 前略おふくろ様 第2シリーズ 第5話（1976年、NTV） - 中年の男
- ポーラテレビ小説（TBS）
  - おゆき（1977年） - 定吉
  - おゆう（1983年）
- 花王 愛の劇場 / 岸壁の母（1977年、TBS） - 高田
  - 妻の定年（1983年10月31日 - 12月30日） - 井田順一郎
- 少年ドラマシリーズ / 七瀬ふたたび 第12話「暗殺者たち」（1979年、NHK）
- Gメン'75 第207話「婦人警官連続射殺事件」（1979年、TBS） - ホームレスの男
- 土曜ドラマ / 男たちの旅路 第4部 第1話「流氷」（1979年、NHK）
- 3年B組金八先生（TBS）
  - 第1シリーズ（1979年 - 1980年） - 中尾完治
  - 第2シリーズ（1980年 - 1981年） - 清水教諭（荒谷二中）
  - SP3 「小さな嘘」（1984年） - 交通課の警察官
- ドラマ人間模様 / あ・うん（1980年、NHK） - 大友金次
- 新五捕物帳 第140話「鴉は知っていた」（1980年、NTV） - 弥助
- 噂の刑事トミーとマツ 第1シリーズ（TBS）
  - 第47話「決まった! おそマツの大ギャング」（1980年） - リュウ
  - 第54話「文句あっか?! アタシは空手三段よ」（1981年）
- ザ・ハングマンシリーズ（ABC / 松竹芸能）
  - ザ・ハングマン 第22話「帰って来たドラゴン 香港カマキリ拳」（1981年） - 船員
  - ザ・ハングマンV 第21話「悪徳市長にハングマンが逮捕される!」（1986年） - 喫茶店「ゾンビ」のマスター
- 大江戸捜査網（12ch→TX / 三船プロ）
  - 第128話「裏切りの報酬」（1974年） - 鼬の平助
  - 第509話「神隠しに泣く新妻」（1981年） - 秋葉屋太兵衛
  - 第573話「妖艶! 熱い肌は殺しの匂い」（1982年） - 千之助
- 鬼平犯科帳 第3シリーズ 第12話「尻毛の長右衛門」（1982年、ANB）
- 銀河テレビ小説（NHK）
  - つかこうへいのかけおち'83（1983年） - ヤスオのおじ 役
- 妻の定年(1983年10月31日〜12月30日、TBS 花王　愛の劇場)  英介(中条　静夫)の友人・井田　順一郎　役
- 新・女捜査官 第11話「連続レイプ魔を脅かすトルコ嬢」（1983年、ABC）
- ジャングル 第27話「赤いブルゾン」（1987年、NTV）
- 華の別れ（1989年、CX）
- ハロー!グッバイ 第15話「刑事怒りの逆襲」（1989年、NTV）
- 翔んでる!平賀源内 第20話「男の浪漫は永遠に」（1989年、TBS）
- 八百八町夢日記（NTV）
  - 第1シリーズ 第10話「おりん慕情」（1989年） - 良円
  - 第2シリーズ 第12話「哀しみの刺客」（1992年） - 市兵衛
- メタルヒーローシリーズ（ANB）
  - 機動刑事ジバン 第6話「割れた恐竜の卵のひみつ」（1989年） - 権藤（ハゲタカノイド）
  - 特救指令ソルブレイン 第7話「人間再生マシーン」（1991年） - 牧野陣五郎
  - 特捜ロボ ジャンパーソン 第16話「熱闘ど根性ロボ」（1993年） - 頓田博士
- 女無宿人 半身のお紺 第12話「鈴も一緒に棄てました」（1991年、TX）
- また又・三匹が斬る! 第20話「献上の、茶壺に幽霊現れた!」（1991年、ANB） - 今井茶久
- 月曜ドラマスペシャル / 忠治旅日記 （1992年、TBS） - 木崎の松吉
- 木曜劇場 / ジュニア・愛の関係 第9話「許されざる愛」（1992年、CX）
- 清左衛門残日録（1993年） - 駿河屋 役
- 五星戦隊ダイレンジャー 第20話「初公開ゴーマ宮」 - 第48話「壮絶!! 道士死す」（1993年 - 1994年、ANB） - 田豊将軍
- 金曜エンタテイメント / リング 事故か! 変死か! 4つの命を奪う少女の怨念（1995年、CX） - 山村敬
- 土曜ワイド劇場（ANB）
  - 法医学教室の事件ファイル（1998年）
  - 復讐法廷の女（2002年）
- HERO 第1期 第10話「別れの予感」（2001年、CX）
- 女と愛とミステリー（TX）
  - 黄金の犬（2001年）
  - 松本清張没後10年特別企画 家紋（2002年） ‐ 安西医師
- ホーム&アウェイ 第5話「天女伝説の秘湯の村で帰れない」（2002年、CX）
- 世にも奇妙な物語 / パーフェクトカップル（2003年、CX）

など

### ラジオドラマ
- アドルフに告ぐ（1993年、TBSラジオ） - 米山刑事、クランツ